# Westergracht
De Westergracht is een straat en voormalige gracht in de Noord-Hollandse stad Haarlem. De straat is gelegen in Haarlem Zuid-West en vormt de grens tussen het Houtvaartkwartier en het Zijlwegkwartier. De straat loopt net iets ten zuidwesten van het Centrum, ter hoogte van de Leidsebrug, vanaf de Leidsevaart tot aan de spoorlijn Haarlem - Leiden. Na de kruising met de spoorlijn vervolgd de weg zich als de De Ruijterweg richting de Westelijke Randweg (N208). De gracht vormde de verbinding tussen de vaart en de Spoorweghaven, een spoorweghaven, die aan het einde van de gracht lag.
Ten zuiden van de Westergracht, aan de Leidsevaart 146, staat sinds 1930 de Kathedrale basiliek Sint Bavo.

## Geschiedenis
In 1899 werd begonnen met de bouw van de Kathedrale basiliek op de hoek van de Leidsevaart en de pas na 1902 gegraven Westergracht. Hiervoor was de structuur in het landschap van weinig betekenis. Gelijktijdig met het graven van de Westergracht werd In 1904 langs de spoorlijn de Spoorweghaven aangelegd voor goederenoverslag. Zo konden boten het spoorwegemplacement dat hier in de periode 1903 - 1907 werd gebouwd bereiken om vracht te laden en te lossen. Het emplacement had enkel een functie binnen het goederenvervoer.
In 1905 werd de naam van de gracht en de straat daarlangs door de gemeenteraad vastgesteld.

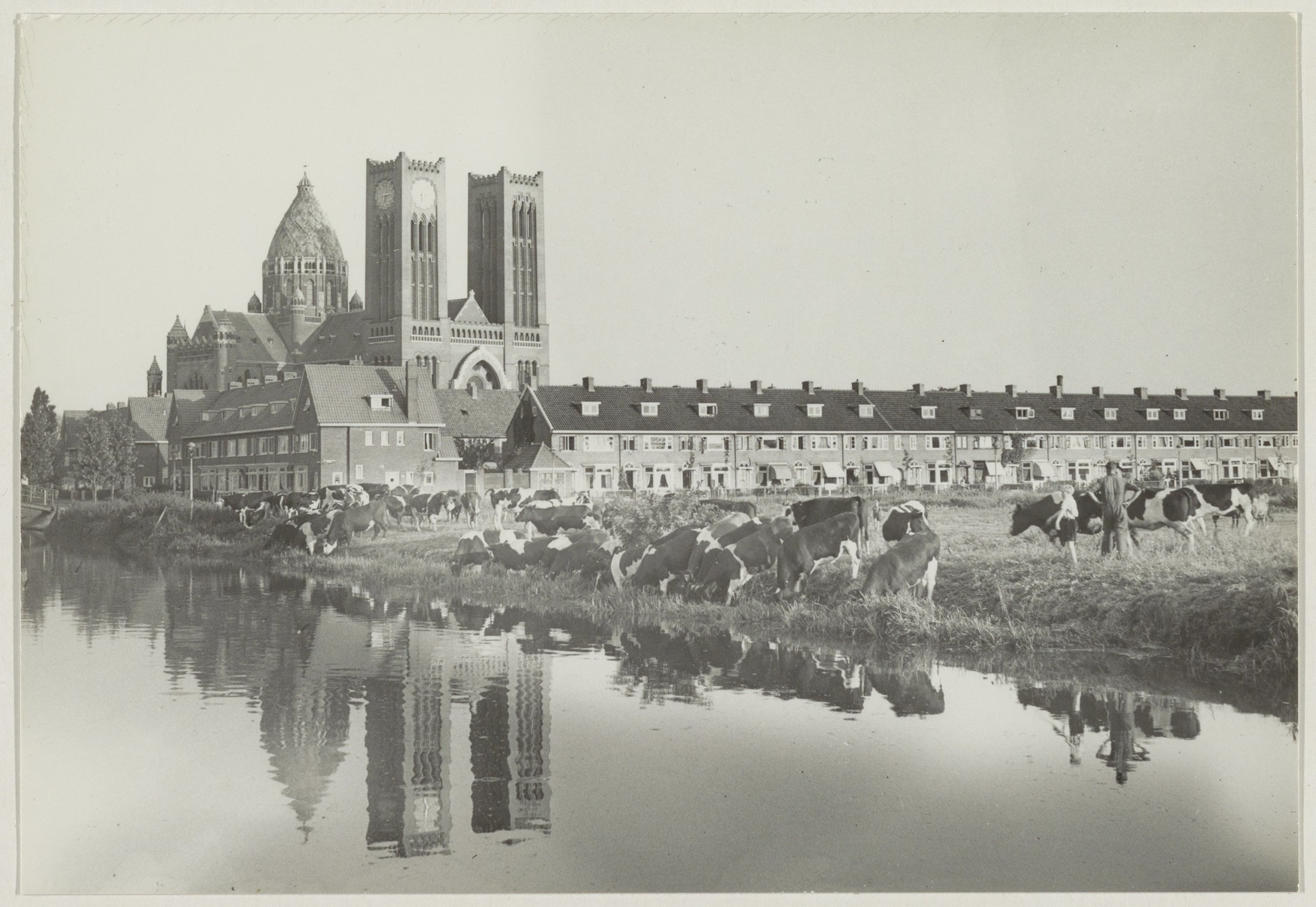
De Westergracht anno 4 september 1947 gezien naar het zuidoosten met op de achtergrond de Kathedrale basiliek Sint Bavo en met op de voorgrond nog weiland met koeien uit goederenwagons bestemd voor het Haarlems Slachthuis

Op 26 oktober 1944 vonden tijdens de Tweede Wereldoorlog door de Duitse bezetter repraisailles aan de Westergracht plaats. Dit als vergelding van de aanslag op de politieagent Fake Krist door het verzet. Bij deze represaille vonden tien mannen de dood en werden enkele huizen in brand gestoken. Ter nagedachtenis aan deze gebeurtenis werd in 1949 een oorlogsmonument met de naam Treurende vrouw opgericht.
In 1950 werd de Spoorweghaven gedempt. De contouren van deze haven zijn nog steeds aanwezig op dit terrein langs de spoorlijn. De Westergracht werd in 1969 volledig gedempt. Hierbij werden ook de bruggen over deze gracht overbodig. Zo lag in de kade van de Leidsevaart de Westerbrug en lag er in het verlengde van de Van Oosten de Bruijnstraat een fraaie boogbrug, die ook wel als het Kippenbruggetje bekend staat. Rond 1985 werd begonnen met de bouw van een expeditieknooppunt (EKP) aan de Westergracht en de spoorlijn.

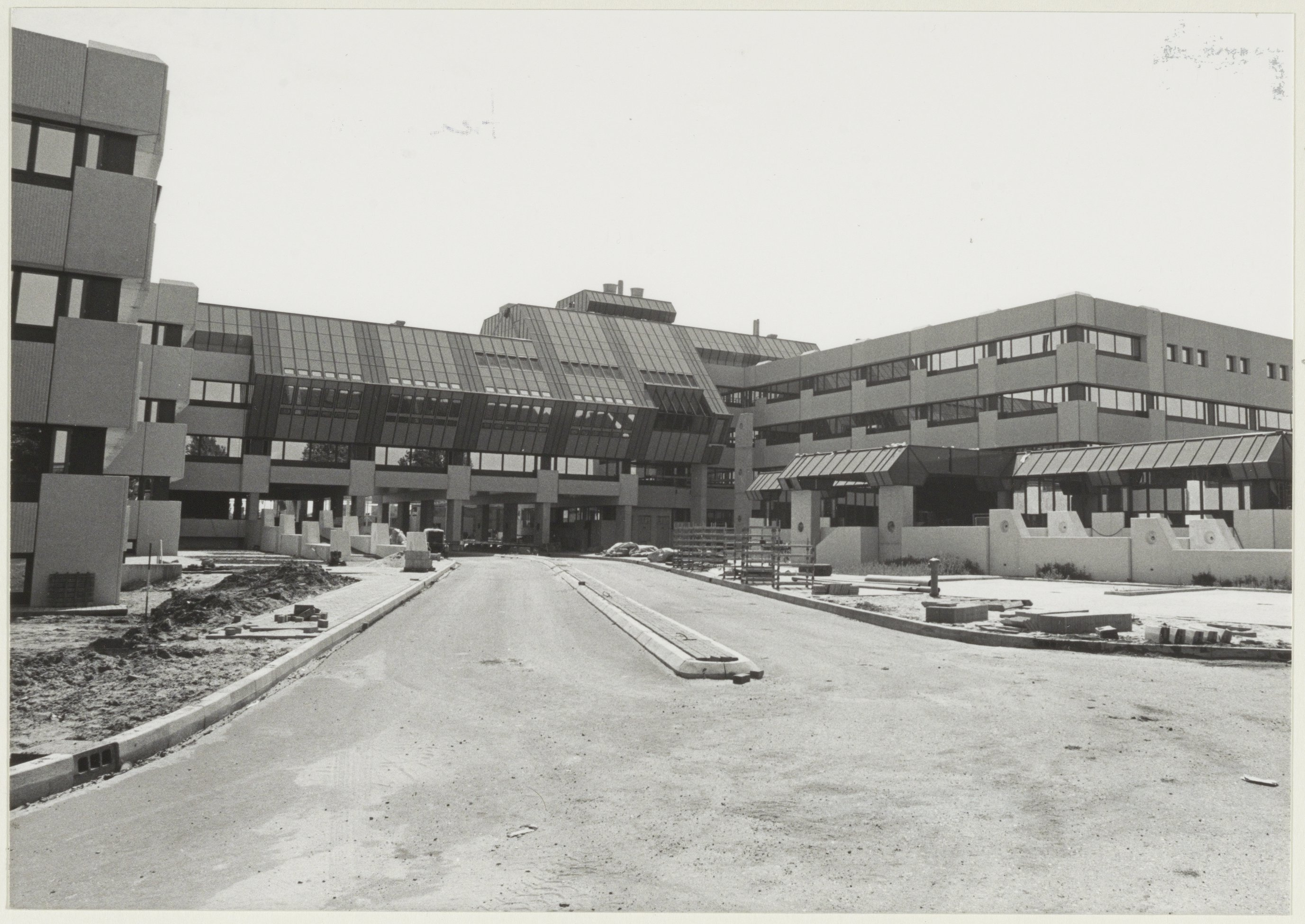
Bouw van het expeditieknooppunt aan de Westergracht langs de spoorlijn

De gebouwen van het voormalig EKP waren omstreeks februari 2019 allemaal gesloopt. Het terrein zal worden herontwikkeld tot Plaza West dat deel uitmaakt van de ontwikkelzone Zuid-West en zal zo’n 600 woningen behelsen.